# Hatteng
Hatteng (nordsamisk: Háhtta) er en bygd der er  administrationscenter i Storfjord kommune i Troms og Finnmark fylke i Norge.  Bygden ligger inderst i Storfjorden, som er den inderste del af Lyngenfjorden, ved udmundingen af Kitdalselva. Europavej 6 og Fylkesvei 322 går gennem Hatteng. Stedet har navn efter det karakteristiske bjerg Hatten, som ligger nordøst for bygden.
Hatteng ligger omkring  20 kilometer nordøst for Nordkjosbotn i Balsfjord, og omkring 33 kilometer nordvest for Treriksröset hvor grænserne for Norge, Sverige og Finland mødes.
69°16′10″N 19°57′40″Ø / 69.26944°N 19.96111°Ø